# كلية ابن خلدون الجامعة الأهلية
كلية ابن خلدون الجامعة الأهلية هي كلية أهلية تقع في مدينة بغداد في العراق ، أسست سنة 2020.

## الأقسام
تضم الكلية الأقسام التالية:
- قسم تقنيات الأشعة والسونار
- قسم تقنيات المختبرات الطبية
- قسم هندسة تقنيات الحاسوب
- قسم القانون